# Ácido 4-fluorbenzenossulfônico

Ácido 4-fluorbenzenossulfônico é o composto orgânico de fórmula C6H5FO3S. É classificado com o número CAS 5857-42-1, EINECS 206-714-0 e Mol File 368-88-7.mol.
É um dos três isômeros ácido fluorbenzenossulfônico.